# 元山 (札幌市)
元山（もとやま）は、札幌市南区定山渓の一部を指す名称。本山とも表記される。
名称は豊羽鉱山の事業所や採鉱所が置かれた鉱山町であることに由来し、最盛期には定山渓温泉を上回るにぎわいを見せたが、豊羽の閉山とともに集落は姿を消した。

## 地理
「札幌の奥座敷」と呼ばれる定山渓温泉から、さらに山奥へと北海道道95号京極定山渓線をたどり、北西に約14キロメートル進んだ先が元山である。
白井川の上流域で、美比内山や長尾山のふもとに位置している。

## 歴史

### 大正時代
白井川上流域の鉱山がいつ誰により発見されたのかは、明らかでない。白井川鉱床に関する最初の公的な報告は、神保小虎による1892年（明治25年）の『北海道地質報文』に記載されている。1907年（明治40年）に武田己知衛の所有となった白井川鉱山は、1913年（大正2年）に古橋太郎兵衛を経て、丹羽定吉の手に渡った。そして丹羽は、それまで在籍していた三井鉱山から久原鉱業へと移籍するにあたって、白井川鉱山の権利を久原房之助に提供した。久原はこの鉱山を、当時の所在地である豊平町から取った「豊」と、丹羽の「羽」の字を組み合わせて「豊羽」と命名し、起業に取り掛かった。
1914年（大正3年）9月、丹羽は元山へと踏み入り、天幕張りの住居に暮らしながら、御料林の払い下げや道路の開削に従事した。翌1915年（大正4年）4月、元山の開発は丹羽から三毛菊次郎へと引き継がれる。このころから従業員も増え始め、索道や発電所水路、乾式製錬所、そして住宅の建設工事が進められていった。道もなき険しい坂を通じて、機械器具などのおびただしい貨物を運搬する困難は、名状しがたいものであったと、当時の豊平町長・吉原兵次郎が手記に残している。
開山から間もない1916年（大正5年）の『殖民公報』第93号によると、豊羽の起業前には人気のなかった元山の地は、創業以来戸数が激増し、菓子屋・洗濯屋・呉服屋・荒物雑貨店・豆腐屋・理髪屋・時計店などの商店でにぎわっていた。さらに各種施設に目を向けると、事務所・製錬所・発電所・鉄工場・索道停留所・撰鉱所・合宿所・長屋・物品供給所・学校・医療所・請願巡査駐在所・共同浴場などが建ち並び、一大集落を成していたという。
豊羽の操業が本格化するとともに従業員の数も増え、したがって元山から温泉街へと繰り出す者も多くなり、定山渓市街は鉱山景気に盛り上がった。ところがこの繁栄は長続きせず、世界恐慌のあおりを受けた豊羽鉱山は1921年（大正10年）3月に操業休止へと追い込まれ、同時に鉱山集落もいったん消失した。

### 昭和時代（戦中）
1937年（昭和12年）4月、久原鉱業から分離独立した日本鉱業が、豊羽鉱山の再開に着手。1939年（昭和14年）7月に再び操業を始めた。1941年（昭和16年）に日本が太平洋戦争に突入すると、軍需が生じたことにより豊羽鉱山は急速な発展を遂げ、1943年（昭和18年）から1944年（昭和19年）にかけて、元山の人口は5000人を越えるようになった。
戦時下の元山で暮らしたのは一般的な鉱山従業員とその家族だけでなく、労働力不足を補うための勤労報国隊や、学校の卒業を繰り上げて入山した勤労動員学徒の姿もあった。また、国民徴用令に基づき移入された朝鮮人労働者の中には、故郷から家族を呼び寄せた者もおり、100世帯余りが元山に居を構えていた。そのためチョゴリ姿の朝鮮人女性が道を行きかい、ちょっとした異国情緒を醸し出していたという。
街には社宅が密集して建ち並び、郵便局・警察駐在所・会館・診療所・物品配給所・食料品市場・寺院・火葬場といった各種施設も整備された。特に元山国民学校は18学級で生徒数1000人という、豊平町随一の大規模校となっていた。会館では月に2、3回は映画が上映されたほか、産業戦士慰問団が訪れることもあった。また当時の娯楽として、素人演芸も盛んであった。山神祭や盆踊りの日ともなると、元山鉱山街は終日ごった返しの賑わいを見せた。
ところが1944年（昭和19年）8月13日、鉱山の第一立坑に生じた地割れから白井川の水があふれ出し、150メートル以下の坑内を水没させる事故が発生した。対策として白井川の切替工事が行われたが、その終了を目前にした9月7日、前日の夜の豪雨のせいで増水した川が一気に坑内へと流れ込み、30時間のうちに延長40キロメートルに及ぶ坑道すべてを水没させる大惨事を引き起こした。直後に復興計画が立てられたものの、戦況の悪化にあえぐ日本政府は復旧工事に注力することを認めず、1945年（昭和20年）4月に事業休止令を出した。太平洋戦争が日本の敗北で終結したのは、それから間もなくのことである。

### 昭和時代（戦後）
戦後の復興期に食糧増産が求められるようになると、窒素肥料として用いられる硫酸アンモニウムの原料として硫化鉱物の需要が高まり、豊羽鉱山再興に期待を寄せる声も増えてきた。1947年（昭和22年）10月、北海道議会で検討が重ねられ、道内官民代表による「豊羽鉱山復興委員会」が結成された。そして委員会が日本鉱業に折衝した結果、豊羽の事業を担う新会社を設立することに決まった。
1950年（昭和25年）6月、道策会社である「豊羽鉱山株式会社」が発足し、坑内排水に着手する一方で、元山道路や索道の補修を進めた。集落も再建を始め、新たに診療所が完成し、巡査駐在所が開設された。1951年（昭和26年）、元山小学校が集会場の仮校舎を用い、児童36人を迎えて開校した。翌1952年（昭和27年）4月には、生徒数5人の中学校も仮校舎の一教室で開校している。
1955年（昭和30年）1月、水没と閉山の過去に「かえる」ことを忌み、久原鉱業の時代から使われてきた「元山」という地名の表記が「本山」と改められた。しかしながら「元山」表記が駆逐されるには至らず、結局のところ両方の名称が使われ続けた。
そのころの交通は、定山渓鉄道線錦橋駅から水松沢の間に鉱石列車と連結した客車を走らせ、水松沢から元山までは幌かけトラックが運行していた。しかしトラックが走るのは夏期のみであり、冬になると馬そりに切り替わったうえ、男性は全員雪道を歩かざるを得なかった。改善を求める声が高まる中、豊羽鉱山は馬そりを廃止して、元山・錦橋間を結ぶ定期自動車の運行を開始した。さらに1956年（昭和31年）1月には当時まだ珍しかったブルドーザーによる除雪を導入し、冬期間の定期便運行を可能とした。「冬の本山道路に自動車が走る」というニュースは、元山の人たちにとって神武景気よりも明るいものであったと言われている。その後の1959年（昭和34年）4月には、定鉄バス本山線が開通した。
1960年（昭和35年）、学校のグラウンドが陸上自衛隊員によって造成される。1962年（昭和37年）には小学校児童が2617人、中学校生徒が115人に増えており、鉱山街は子供たちの声でいつも賑やかだった。
1965年（昭和40年）、住民の希望に基づき、市民集会場とスキーロッジ「無意根山荘」が札幌市により完成。
1968年（昭和43年）、豊羽鉱山は温水プールを市教育委員会に寄贈し、子供たちを喜ばせた。長年希求されてきた体育館も、1971年（昭和46年）に完成している。
1974年（昭和49年）には豊羽専用バスが札幌市営地下鉄南北線真駒内駅前へ乗り入れるようになり、またNHKの協力によりテレビ共同受信設備が完成した。
1980年（昭和55年）、豊羽電話交換局が開設、豊羽小中学校の校舎が新築され、本山スキー場にはリフトができた。
1981年（昭和56年）、青少年育成を目的として、札幌市豊羽自然学園が開設される。

### 平成時代
時代とともに元山の居住環境は好転していったが、交通手段の改善は近郊からの通勤をも可能としたため、集落の居住者は減少を続けた。1991年（平成3年）の時点で元山の人口は437人、豊羽小中学校の通学者も60人余りとなっていた。
2002年（平成14年）、豊羽小中学校が閉校。そして2006年（平成18年）3月には、豊羽鉱山そのものが鉱量枯渇のため閉山となった。
その後、元山集落は消失し、事業継続中の豊羽鉱山を除いて、建物もすべて解体された。